# Christian Homann Schweigaard
Christian Homann Schweigaard (født 14. oktober 1838 i Christiania, død 24. marts 1899 samme sted) var en norsk jurist og politiker, søn af Anton Martin Schweigaard.
Schweigaard var overretssagfører i Kristiania og blev 1865 Højesteretsadvokat. 1872 indvalgtes han i byens formandskab og var 1879—80 ordfører. I december 1880 indtrådte han i det Selmerske kamp-ministerium og blev 1884 af Rigsretten idømt en bøde på 8000 Kr. Sammen med godsejer Carl Otto Løvenskiold dannede han det såkaldte April-ministerium, der tiltrådte 3. april, men allerede 31. maj indgav sin afskedsansøgning og 24. juni 1884 afløstes af det Sverdrupske ministerium.
Han optog nu sin advokatpraksis, indtrådte på ny i hovedstadens formandskab, hvis ordfører han var til udgangen af 1888. Valgt uden for bostedet repræsenterede han 1885—91 Holmestrand på Stortinget og var 1889—91 præsident i Odelstinget. Uden at være i besiddelse af veltalenhed øvede han megen indflydelse og var i den tid, Emil Stang var regeringens chef, Høyres fører på tinget.
1889—91 og 1893—96 var Schweigaard formand i det konservative partis centralstyre. Virkelig politisk leder var han dog aldrig. Han var medlem af den tredje unionskomité. Hans vigtigste litterære arbejde er det af ham som medlem af skattekommissionen på flertallets vegne forfattede lovudkast om repartitionssystemet.